# 徳重元気
徳重 元気（とくしげ げんき、1990年8月27日 - ）は、ジャパンラグビーリーグワンヤクルトレビンズ戸田に所属するラグビーユニオン選手。

## プロフィール
- 鹿児島県出身[1]。
- ポジションはプロップ(PR)。
- 身長 180cm、体重 129kg
- ニックネームはｹﾞﾝｷB。

## 略歴
兄の影響でラグビーを始めた。
2009年、鹿児島実業高校卒業後、九州共立大学に入る。なお鹿児島実業高校時代、主将を務めて高校日本代表に選ばれたことがある。
2013年、九州共立大学卒業後、コカ・コーラウエストレッドスパークスに加入。同年8月31日に行われたジャパンラグビートップリーグ第1節のリコーブラックラムズ戦にて途中出場で公式戦初出場を果たす。
2022年、コカ・コーラ活動休止に伴って同年、秋田ノーザンブレッツに加入。
2023年、ヤクルトレビンズ戸田に加入。